# Saha Airlines
Saha Airlines (tiếng Ba Tư: هواپیمایی ساها) là một hãng hàng không Iran có trụ sở tại Tehran khai thác các chuyến bay nội địa theo lịch trình.

## Lịch sử
Công ty được thành lập vào năm 1990 với tên Saha Airlines và hoàn toàn thuộc sở hữu của Không quân Cộng hòa Hồi giáo Iran. Hãng vận hành các dịch vụ hành khách nội địa sử dụng máy bay Boeing 737-300 và các biểu đồ hàng hóa được thực hiện với các chuyên cơ vận tải Boeing 747 khi có yêu cầu. Saha Airlines là nhà điều hành dân sự cuối cùng của Boeing 707 trên thế giới. 
Vào ngày 3 tháng 5 năm 2013, tất cả các hoạt động bay đã bị đình chỉ, Saha Airlines bắt đầu hoạt động trở lại vào năm 2017.

## Đội tàu bay
Đến thời điểm tháng 8 năm 2017, đội tàu bay của Saha Airlines bao gồm các máy bay sau:
| Tàu bay        | Đang vận hành | Ghi chú |
| -------------- | ------------- | ------- |
| Boeing 737-300 | 3             |         |
| Boeing 747-200 | 2             |         |
| Tổng cộng      | 5             |         |

## Tai nạn và sự cố
Vào ngày 14 tháng 1 năm 2019, một chiếc Boeing 707-3J9C, c/n 21128, đăng ký EP-CPP. do Saha Airlines vận hành đã bị rơi tại căn cứ không quân Fath, Iran. Mười lăm trong số mười sáu người trên tàu đã thiệt mạng. Chiếc máy bay thuộc sở hữu của Không quân Cộng hòa Hồi giáo Iran và đã được Saha Airlines thuê.